# Nachtegaal en Zonen
Nachtegaal en Zonen is een Nederlandse regiosoap, welke wordt uitgezonden op de Utrechtse regionale televisiezender Regio TV Utrecht. In de serie staat de Utrechtse familie Nachtegaal centraal, die met elkaar probeert het bouwbedrijf Nachtegaal en Zonen draaiende te houden.

## Personages
- Akkie Nachtegaal - Coen van Kasteel
- Sjon Nachtegaal - Frank Meijers
- Corrie Nachtegaal - Marjolijn Duursma-van Voorthuysen
- Steef Nachtegaal - Harry van Amerongen
- Karen van Amerongen - Nicole Putman
- Semmie Achterberg - Ilse Visser
- Mike Nachtegaal - Alex Blokker
- Robert Kroese - Martijn Roost
- Monique -     Lavie van Ingen- Schimanski